# A nemek háborúja
A nemek háborúja a  magyar Hobo Blues Band blueszenekar tizenhatodik nagylemeze.

## Számok
1. Mindig a nők miatt rúgunk be – 5:44
2. Műholdas üzenet – 5:58
3. Megkésett vallomás – 5:29
4. Személyvonat blues – 4:10
5. Bárhol hajtom le a fejem – 4:26
6. Keleti lány – 5:24
7. Miért lettem csavargó – 4:25
8. Vissza a múltba – 4:20
9. Ugyanott csak kicsit később – 4:54
10. Garmisch – partenkirchen blues – 4:37
11. Bárpult blues – 5:47
12. Kóda – 1:08

## Közreműködők
- Földes László – ének
- Jamie Winchester – vokál
- Pálvölgyi Géza – billentyűs hangszerek
- Solti János – dob
- Tátrai Tibor – gitár
- Tóth János Rudolf – ének, gitár
- Zsoldos Tamás – basszusgitár